# Army of Thieves
Army of Thieves ist ein US-amerikanischer Heist-Movie von Matthias Schweighöfer und ein Prequel zum Film Army of the Dead (2021) von Zack Snyder. Der Film erschien am 29. Oktober 2021 im Programm des Streamingdienstes Netflix.

## Handlung
Vor den Ereignissen von Army of the Dead und dem Ausbruch der Zombie-Apokalypse wird der deutsche Bankangestellte und (Freizeit-)Tresorknacker Ludwig Dieter – eigentlich Sebastian Schlencht-Wöhnert – von der gesuchten Kriminellen Gwendoline Starr rekrutiert, um ihn an einem großen Coup zu beteiligen, bei dem es darum geht, die größten und schwierigsten Tresore der Welt zu knacken.

## Produktion
Schon einige Zeit vor der Veröffentlichung von Army of the Dead wurde im September 2020 angekündigt, dass ein Prequel zu dem Film bereits in Arbeit sei. Der offizielle Titel Army of Thieves wurde schließlich im April 2021 von Zack Snyder bestätigt. Die Dreharbeiten fanden von September bis Dezember 2020 in Deutschland (Quedlinburg), Österreich (Hallstatt) und der Tschechischen Republik statt.

## Synchronisation
Die deutsche Synchronisation des Films entstand unter der Leitung der FFS Film- & Fernseh-Synchron in Berlin und der Dialogregie von Ozan Ünal.
Bei der Übersetzung der möglichen Kombinationen des letzten Tresors unterlief im Deutschen ein Fehler und anstelle von Billionen wird Trillionen gesagt. Bei den Untertiteln passierte dieser Fehler nicht.
| Rolle            | Darsteller            | Synchronsprecher      |
| ---------------- | --------------------- | --------------------- |
| Ludwig Dieter    | Matthias Schweighöfer | Matthias Schweighöfer |
| Gwendoline Starr | Nathalie Emmanuel     | Marie-Isabel Walke    |
| Brad Cage        | Stuart Martin         | Dennis Schmidt-Foß    |
| Delacroix        | Jonathan Cohen        | Johannes Raspe        |
| Korina Dominguez | Ruby O. Fee           | Ruby O. Fee           |
| Rolph            | Guz Khan              | Tobias Müller         |
| Beatrix          | Noémie Nakai          | Sabrina Diakow        |

## Veröffentlichung
Der Film wurde am 29. Oktober 2021 in das Programm von Netflix aufgenommen.

## Auszeichnungen
- 2022: Blauer Panther – TV & Streaming Award als beliebtester Film[5]